# 釋懷空
釋懷空（705年—787年），俗姓商，河陽人（今中國河南省焦作市孟州市），為唐朝安陸定安山沙門，為唐代禪門北宗神秀大師的弟子，禪宗高僧。

## 生平
懷空法師生於富貴人家，幼年嚴肅莊重，稍長辭別雙親，依大都山廣福院大明禪師出家，禪師知其器度不凡，教誦群經。懷空法師學成之後，便前往京都洛陽，參禮神秀大師請示決疑。之後行至安陸定安山時，忽遇一老叟，老叟勸懷空法師如能住持此川，則我等可霑大利。於是懷空法師便結茅蓬安住在定安山中，老叟即當地土地神所化。
之後有村民因驅逐老虎而入山，見到懷空法師心生歡喜的說：「這山中多猛虎，使村落不得安寧，願請和尚修持息災之法。」懷空法師說：「猛虎也是眾生，如若屠害牠，因果必報，由此碾轉因果相互償報，豈有終止的一天！」老僧會為各位設法祈禱消災、免於虎患。村人便問：「我等無知，請和尚指示設壇之法。」懷空說：「你等先回去虔心陳設法會道場，我前來修法。」修法當日傍晚，有一猛虎來到草庵門前閉目靜伏於地。禪師便呵斥牠：「一報未滅，更增宿殃，噬人倫也，天不見誅，死當墮獄，吾憫汝哉！」虎被訓責後，便回頭離開。隔日法會結束法師上山，見到老虎與虎子一共七隻來到法師庵前，法師將法會剩下的齋食餵給老虎，眾虎將齋食吃畢後，法師領眾虎懺悔，七虎相續死亡，百姓知道此事後非常歡喜，便說：「從師居此俗無疵癘。」稻穀收成時便來供養懷空法師，以為致謝。
當時的州牧大夫張遼，派遺府吏慕容興前往恭請懷空法師入州，但法師謝病不起，於是府吏便領著工匠為法師興建一座禪寺。工程完畢時，懷空禪師便圓寂而終，世壽八十三歲，時為唐德宗貞元三年（787年），闍維  後收取舍利入塔供奉。

## 法嗣

### 師長
- 釋神秀